# Psautier de Gorleston
Le Psautier de Gorleston est un manuscrit enluminé contenant le livre des Psaumes, exécuté en Angleterre vers 1310-1324. Il a été réalisé pour une personne inconnue liée à la paroisse de Gorleston dans le Norfolk. Il est actuellement conservé à la British Library à Londres.

## Histoire
La datation du livre est située dans une fourchette entre 1299, après le mariage de Marguerite de France et d'Édouard Ier (du fait de la présence de leurs armes au folio 8r.) et avant la canonisation de Thomas de Cantilupe en 1320 du fait de son absence dans le calendrier. Plusieurs indices présents dans le manuscrit indique qu'il a été commandé par une personne non identifiée lié à l'église St Andrews de Gorleston dans le Norfolk. Il s'agit peut-être du clerc barbu représenté aux folios 10r, 67r, 73r et 119v. L'historien de l'art Sydney Cockerell a proposé de l'identifier à Roger Bigot (5e comte de Norfolk), mais cette proposition est contestée. Un autre nom a été avancé : John de Warenne, 7e comte de Surrey (1286 – 1347) dont les armes apparaissent à de nombreuses reprises. La présence de nombreux lapins dans leur garenne (warren) en tant que symbole parlant, viendrait confirmer cette hypothèse. L'ouvrage appartient très tôt au prieuré de la cathédrale de Norwich, dès les années 1320. C'est à cette époque que sont ajoutées des litanies à la fin du manuscrit (f.226-228v) vers 1320-1325. 
Après la dissolution des monastères au XVIe siècle, il appartient à Thomas Cornwallis (en) comme le prouve une inscription présente sur le premier folio et les armes de sa famille présentes sur la reliure. Il reste dans cette famille jusqu'à la mort de son descendant Charles Cornwallis en août 1823. Ses filles en font don à Richard Griffin (3e baron Braybrooke), gendre du marquis, qui s'est mariée avec sa fille Jane. Une inscription au début du manuscrit fait mention de cette donation. Son descendant, Henry Neville (7e baron de Braybrooke) le revend en 1904 au bibliophile Charles William Dyson Perrins (en). Ce dernier le lègue au British Museum à sa mort en 1958. Il fait partie désormais des collections de la British Library.

## Description
Le manuscrit contient un calendrier (f.1r-6v) suivi d'une miniature en pleine page de la crucifixion et d'une prière ajoutée à l'époque de sa présence à Norwich (f.7). Suit le psautier dont chacun des 10 chapitres commence par une grande lettrine historiée (f.8-190). On trouve ensuite des cantiques (f.190v.-206r.), le credo d'Athanase (f.206r-208v), les litanies (f.208v-214r), les collectes (ou oraisons) (f.214), l'office des morts (f.215r-223r), différentes prières (f.223v-225v), un hymne (f.225v-226r). Le manuscrit se termine par des litanies ajoutées à Norwich, très proches de celles présentes dans le psautier d'Ormesby (Bibliothèque bodléienne, Douce Ms. 366) (f.226rv-228r).
Le manuscrit a été copié par un copiste unique travaillant étroitement avec un groupe d'enlumineurs. Ce groupe a peut-être travaillé dans l'Est-Anglie. Plusieurs psautiers de cette époque proviennent aussi de cette région tels que le bréviaire de Stowe (vers 1322-1325, British Library, Stowe MS 12), le psautier de Saint-Omer (vers 1330-1340, BL Yates Thompson MS 14), le psautier de Douai (Bibliothèque municipale, MS 171, en grande partie détruit) et le psautier Macclesfield (vers 1330, Fitzwilliam Museum.
Le manuscrit contient de nombreuses décorations :
- la grande miniature de la crucifixion en pleine page ajoutée a posteriori (f.7r.) ;
- 24 petites miniatures rondes au début de chaque mois du calendrier ;
- 13 grandes lettrines historiées placées au début des psaumes 1 (arbre de jessé), 26 (onction de David), 38 (le Christ devant un autel), 51 (Doëg et les prêtres), 52 (un roi tenant une épée), 68 (Jonas), 80 (Christ en gloire et musicien), 97 (annonce aux bergers et prêtres chantant), 101 (l'église personnifiée), 109 (la trinité), 119 (Christ sur un trône devant 5 hommes en prière) mais aussi au début des cantiques (un prophète tenant l'inscription Zacarias) et de l'office des morts (funérailles d'un évêque) ;
- un grand nombre de petites lettrines ornées ou historiées (145) ;
- surtout, chaque bordure de page est décorée : elles contiennent des scènes figurées, de drôleries, ainsi que des dessins héraldiques.

Exemples de drôleries
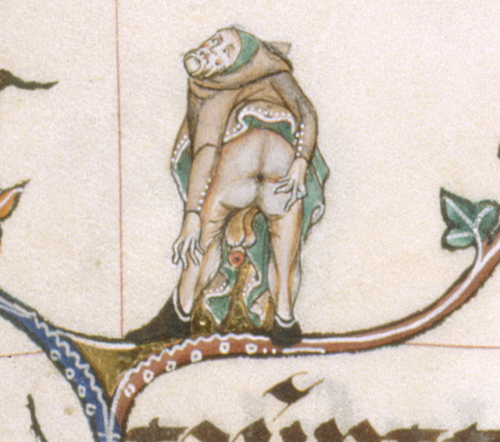
f.61r.
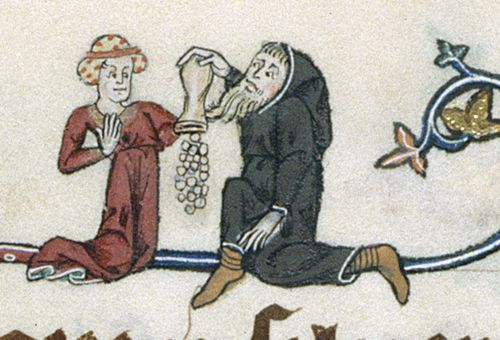
f.142r.
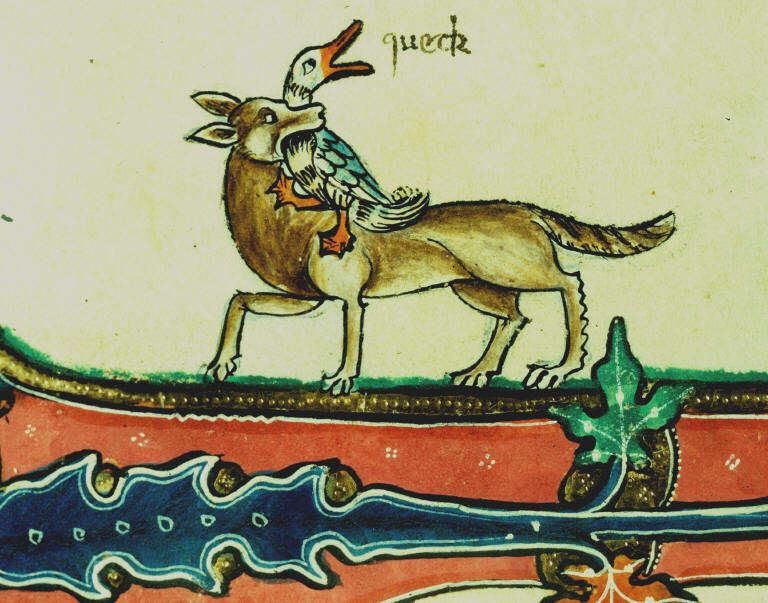
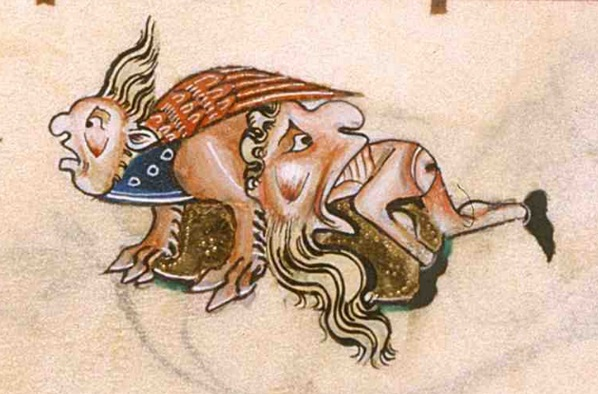